# 坂戸・川越 - 成田空港線

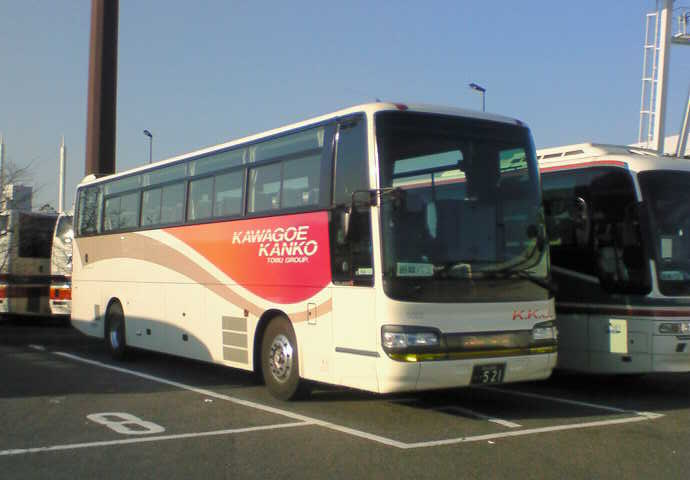
坂戸・川越 - 成田空港線 川越観光自動車 5002号車

坂戸・川越 - 成田空港線（さかど・かわごえ - なりたくうこうせん）は、埼玉県滑川町の森林公園駅から坂戸駅、川越駅を経由して成田国際空港を結ぶ高速バス（空港連絡バス）である。

## 運行会社
- 川越観光自動車 （森林公園営業所）
- 京成バス千葉イースト （成田営業所）
- 東武バスウエスト （川越営業事務所）

後述の通り、2023年12月現在では、実際の運行を行っているのは川越観光自動車のみとなっているが、名目上「3社共同運行」の体制が維持されている。

## 沿革
- 2005年（平成17年）
  - 5月18日 - 川越観光自動車・千葉交通の共同で4往復運行開始。
  - 12月26日 - 6往復に増便。
- 2006年（平成18年）7月20日 - 東武バスウエストとの共同運行開始。8往復に増便。
- 2008年（平成20年）9月18日 - 川越観光・千葉交通、各1便ずつ増便、10往復となる。
- 2016年（平成28年）4月22日 - 往復5便を森林公園駅まで延伸（なお、森林公園駅近隣には川越観光の営業所があるが、乗り入れは3社で分担している）。
- 2020年（令和2年）
  - 4月1日 - 新型コロナウイルスの感染拡大の影響で、当面の間、一部便を運休。
  - 4月10日 - 全便運休に変更。
- 2023年（令和5年）
  - 6月8日 - 川越観光担当の2往復（森林公園発2本／坂戸着・森林公園着1ずつ）のみ運行再開。
  - 8月21日 - 川越観光担当1往復追加再開、3往復（森林公園発3本／森林公園着2本、坂戸着1本）体制。
  - 12月26日 - ダイヤ改正を行い、全便川越観光担当森林公園発着3往復の運行となる（それまでの運行3往復の時間をシフトしており、既存運休便と時間が被る便がある。千葉交通の案内では運休便の記載が残されおり時間が被っていることが分かるようになっているが、川越観光・東武の案内では最初から3往復しかないような案内となっている）。また、併せて運賃値上げ。
- 2024年（令和6年）10月31日 - 電話予約サービス終了[1]。
- 2025年（令和7年）4月1日 - 千葉交通が京成バス千葉イーストに商号変更。

## 運行経路
- 往路：森林公園駅北口（一部）→坂戸駅南口→川越駅西口→成田空港第2ターミナル→成田空港第1ターミナル→成田空港第3ターミナル
- 復路：成田空港第3ターミナル→成田空港第2ターミナル→成田空港第1ターミナル→川越駅西口→坂戸駅南口→森林公園駅北口（一部）
  - 所要時間：森林公園駅 - 成田空港 165 - 205分／坂戸駅 - 成田空港 140 - 175分／川越駅 - 成田空港 110 - 145分

## 運賃・設備

### 運賃
- 全席予約制
  - 森林公園駅北口 - 成田空港　大人4,400円／小児2,200円
  - 坂戸駅南口 - 成田空港　大人4,100円／小児2,050円
  - 川越駅西口 - 成田空港　大人3,800円／小児1,900円

### 乗車券発売場所
- 森林公園駅・坂戸駅・川越駅発
  - 川越観光自動車 森林公園営業所
  - 東武バスウエスト 川越営業事務所
  - 東武トップツアーズ 川越支店・坂戸駅支店およびその他各支店
  - H.I.S. 川越営業所
  - JTB 川越クレアモール支店およびその他各支店
  - コンビニ端末 ファミリーマート（Famiポート）、ローソン（Loppi）
- 成田空港発
  - 先着順の座席定員制 - 到着ロビー内京成バスチケットカウンターで販売。

### 車内設備
- トイレ